# 대전온라인학교
대전온라인학교는 대전광역시 대덕구에 있는 공립 각종학교이다.

## 학교 연혁
- 2024년 9월 1일 : 신탄중앙중학교 교사에서 개교[1]